# Triptyque des Monts et Châteaux 2005
La 10e édition du Triptyque des Monts et Châteaux a eu lieu du 1er au 3 avril 2005. La course fait partie du calendrier UCI Europe Tour 2005 en catégorie 2.2. Elle est remportée par le Néerlandais Marc de Maar.

## Étapes
Le Triptyque des Monts et Châteaux 2005 est constitué de quatre étapes, dont un contre-la-montre individuel (dans le hameau du Vieux-Leuze à Leuze-en-Hainaut) et une étape raccourcie, pour un total de 453,6 kilomètres.
| Étape      | Date   | Villes étapes                       | type                        | Distance (km) | Vainqueur d'étape | Leader du classement général |
| ---------- | ------ | ----------------------------------- | --------------------------- | ------------- | ----------------- | ---------------------------- |
| 1re étape  | 1 avr. | Mouscron – Quevaucamps              |                             | 166,2         | Stéphane Poulhiès | Stéphane Poulhiès            |
| 2e a étape | 2 avr. | Leuze-en-Hainaut – Leuze-en-Hainaut | contre-la-montre individuel | 8,4           | Michiel Elijzen   |                              |
| 2e b étape | 2 avr. | Tournai – Flobecq                   |                             | 125,4         | Michael Blanchy   |                              |
| 3e étape   | 3 avr. | Belœil – Frasnes-lez-Buissenal      |                             | 153,6         | Benoît Sinner     | Marc de Maar                 |

## Déroulement de la course

### 1reétape
La 1re étape relie le 1er avril Mouscron à Quevaucamps en 166,2 kilomètres.
| Classement de l'étape | Classement de l'étape | Classement de l'étape | Classement de l'étape | Classement de l'étape |
|                       | Coureur               | Pays                  | Équipe                | Temps                 |
| --------------------- | --------------------- | --------------------- | --------------------- | --------------------- |
| 1er                   | Stéphane Poulhiès     | France                | '                     |                       |
| 2e                    | Robert Wagner         | Allemagne             |                       |                       |
| 3e                    | Tom Veelers           | Pays-Bas              |                       |                       |
| modifier              |                       |                       |                       |                       |

| Classement général | Classement général | Classement général | Classement général | Classement général |
|                    | Coureur            | Pays               | Équipe             | Temps              |
| ------------------ | ------------------ | ------------------ | ------------------ | ------------------ |
| 1er                | Stéphane Poulhiès  | France             | '                  |                    |
| modifier           |                    |                    |                    |                    |

### 2ea étape
La 2e étape secteur a est un contre-la-montre individuel de 8,4 kilomètres qui a pour départ et arrivée le hameau du Vieux-Leuze à Leuze-en-Hainaut, le matin du 2 avril.
| Classement de l'étape | Classement de l'étape | Classement de l'étape | Classement de l'étape | Classement de l'étape |
|                       | Coureur               | Pays                  | Équipe                | Temps                 |
| --------------------- | --------------------- | --------------------- | --------------------- | --------------------- |
| 1er                   | Michiel Elijzen       | Pays-Bas              | '                     | en 10 min 18 s        |
| 2e                    | Marc de Maar          | Pays-Bas              |                       | + 6 s                 |
| 3e                    | Tom Veelers           | Pays-Bas              |                       |                       |
| modifier              |                       |                       |                       |                       |

| Classement général | Classement général | Classement général | Classement général | Classement général |
|                    | Coureur            | Pays               | Équipe             | Temps              |
| ------------------ | ------------------ | ------------------ | ------------------ | ------------------ |
| 1er                | ?                  | '                  | '                  |                    |
| modifier           |                    |                    |                    |                    |

### 2eb étape
La 2e étape secteur b se déroule dans l'après-midi du 2 avril, elle relie en 125,4 kilomètres Tournai à Flobecq.
| Classement de l'étape | Classement de l'étape | Classement de l'étape | Classement de l'étape | Classement de l'étape |
|                       | Coureur               | Pays                  | Équipe                | Temps                 |
| --------------------- | --------------------- | --------------------- | --------------------- | --------------------- |
| 1er                   | Michael Blanchy       | Belgique              | '                     | en 2 h 59 min 13 s    |
| 2e                    | Stéphane Poulhiès     | France                |                       |                       |
| 3e                    | Alexandre Pichot      | France                |                       | + 2 s                 |
| modifier              |                       |                       |                       |                       |

| Classement général | Classement général | Classement général | Classement général | Classement général |
|                    | Coureur            | Pays               | Équipe             | Temps              |
| ------------------ | ------------------ | ------------------ | ------------------ | ------------------ |
| 1er                | ?                  | '                  | '                  |                    |
| modifier           |                    |                    |                    |                    |

### 3eétape
La 3e étape relie Belœil à Frasnes-lez-Buissenal en 153,6 kilomètres le 3 avril.
| Classement de l'étape | Classement de l'étape | Classement de l'étape | Classement de l'étape | Classement de l'étape |
|                       | Coureur               | Pays                  | Équipe                | Temps                 |
| --------------------- | --------------------- | --------------------- | --------------------- | --------------------- |
| 1er                   | Benoît Sinner         | France                | '                     | en 3 h 50 min 7 s     |
| 2e                    | Marc de Maar          | Pays-Bas              |                       |                       |
| 3e                    | Heath Blackgrove      | Nouvelle-Zélande      |                       |                       |
| modifier              |                       |                       |                       |                       |

## Classements finals

### Classement général final
| Classement général final | Classement général final | Classement général final | Classement général final | Classement général final |
|                          | Coureur                  | Pays                     | Équipe                   | Temps                    |
| ------------------------ | ------------------------ | ------------------------ | ------------------------ | ------------------------ |
| 1er                      | Marc de Maar             | Pays-Bas                 | '                        | en 10 h 54 min 15 s      |
| 2e                       | Heath Blackgrove         | Nouvelle-Zélande         |                          | + 12 s                   |
| 3e                       | Benoît Sinner            | France                   |                          | + 34 s                   |
| modifier                 |                          |                          |                          |                          |